# سیارک ۶۱۴۷
سیارک ۶۱۴۷ (به انگلیسی: 6147 Straub، نامگذاری:1081T-3) شش هزار و صد و چهل و هفتمین سیارک کشف شده‌است که در ۱۷ اکتبر ۱۹۷۷ کشف شد.
قدر مطلق سیارک برابر ۱۲٫۸۰ است.